# Куритиба
Курити́ба (порт.-браз. Curitiba) — город на юге Бразилии, в 90 километрах от Атлантического океана, административный центр штата Парана. Составная часть одноименного мезорегиона. Находится в составе крупнейших городских агломераций Бразилии (Агломерация Куритиба). Входит в экономико-статистический микрорегион Куритиба. Агломерация Куритиба включает 26 муниципалитетов с общим населением более 3,2 млн. человек (оценка IBGE в 2010 году), что делает её седьмым по численности населения мегаполисом в стране.
Куритиба претендует на звание самого экологичного города планеты. Благодаря целенаправленной политике Жайме Лернера (порт. Jaime Lerner), который суммарно провел на посту мэра города 12 лет (1971—1975, 1979—1984 и 1989—1992), в Куритибе очень высокий уровень качества жизни. Город славится своими парками и скверами, оригинальным транспортным решением и системой раздельного сбора мусора.
Город расположен на плато на высоте 932 метра над уровнем моря. Название переводится с языка местных индейцев как «сосновое место», так как в окрестностях распространена т. н. «паранская сосна».

## История
Первыми белыми, проникшими на горное плато, где в наши дни расположена Куритиба, стали бандейранты, пришедшие сюда в поисках золота. В португальских документах колониальных времён сохранились сведения об экспедиции под предводительством Элеодоро Ибанеса Перейры из Паранагуа в 1650 году, но там же упоминается, что территория уже посещалась ранее, и отмечается воинственность населяющих плато индейцев-гуарани.
В 1668 году семнадцать колонистов под руководством Габриэля Лары основали здесь поселение Носа Сеньора да Луз ду Пиньяис (порт. Nossa Senhora da Luz do Pinhais), которому 29 марта 1693 года был присвоен официальный статус, что и считается формальной датой основания города. На протяжении XVIII века посёлок рос довольно медленно, основным занятием жителей было сельское хозяйство. К концу века скотоводство на юге Бразилии стало весьма выгодным, что привлекло в регион (и в Куритибу в том числе) новых жителей.
В 1842 году селение приобрело городской статус с названием Куритиба, а в 1853 году город стал столицей новообразованного штата Парана. Экономика города быстро развивалась, опираясь на скотоводство, заготовку древесины, добычу полезных ископаемых и выращивание мате. В 1880—1885 годах была сооружена железная дорога Куритиба — Паранагуа, обеспечившая растущей городской промышленности выход к морю. К 1893 году было окончено строительство кафедрального собора Пресвятой Девы Марии в стиле неоготики (в 1993 году он был возведён в ранг малой базилики).
Благодаря бурному экономическому развитию во второй половине XIX века Куритиба была одним из мест расселения европейских иммигрантов, главным образом русских немцев, итальянцев, поляков и украинцев, способствовавших экономическому и культурному развитию города. Следы этих иммигрантских волн до сих пор хорошо видны в лицах, традициях, кухне и архитектуре города. В настоящее время небольшое количество иммигрантов прибывают, в основном из стран Ближнего Востока и других стран Южной Америки.
В 1894 году во время т. н. «Федералистской революции» 1893—1895 годов в городе произошли уличные бои между сторонниками отделения Юга и правительственными войсками, закончившиеся победой повстанцев и бегством губернатора. Центральное правительство восстановило контроль над Куритибой только после конца войны.
Благодаря процветающей экономике руководство Куритибы смогло уделять большое внимание городскому планированию и благоустройству города, ныне известного на весь мир уникально успешной историей развития инфраструктуры.

## География и климат

### Географические сведения
Куритиба расположена на горном плато с высотами 860—1020 метров над уровнем моря. От океанского побережья плато отделяет горная гряда Serra do Mar. В черте города протекают четыре небольших реки, на которых сооружены искусственные озёра, служащие зонами отдыха и источниками воды. Как и большая часть Южной Бразилии, территория города относится к природной зоне Атлантических лесов.

### Климат
Климат местности субтропический горный (является разновидностью океанического). В соответствии с классификацией Кёппена, относится к категории Cfb. Зима тёплая, лето умеренно-жаркое и дождливое. Для Куритибы характерны резкие изменения погоды. Обычно за зиму температура опускается чуть ниже 0 °С несколько раз по ночам. Снегопады случаются раз в несколько десятилетий (последние — 1962, 1975, 2013). Куритиба является самой холодной из всех столиц бразильских штатов.
| Показатель                    | Янв. | Фев. | Март | Апр. | Май  | Июнь | Июль | Авг. | Сен. | Окт. | Нояб. | Дек. | Год  |
| ----------------------------- | ---- | ---- | ---- | ---- | ---- | ---- | ---- | ---- | ---- | ---- | ----- | ---- | ---- |
| Абсолютный максимум, °C       | 35,0 | 36,0 | 32,0 | 31,0 | 30,0 | 30,0 | 32,0 | 31,0 | 32,0 | 35,0 | 35,0  | 35,0 | 36,0 |
| Средний суточный максимум, °C | 25,6 | 25,8 | 24,9 | 22,3 | 21,1 | 18,3 | 19,4 | 20,9 | 21,3 | 22,6 | 24,5  | 25,4 | 22,6 |
| Средняя температура, °C       | 19,6 | 19,9 | 19,0 | 16,7 | 14,6 | 12,2 | 12,8 | 14,0 | 15,0 | 16,5 | 18,2  | 19,3 | 16,4 |
| Средний суточный минимум, °C  | 15,8 | 16,3 | 15,4 | 12,8 | 10,2 | 7,8  | 8,1  | 9,2  | 10,8 | 12,5 | 14,0  | 15,4 | 12,3 |
| Абсолютный минимум, °C        | 4,0  | 7,0  | 5,0  | 1,0  | −2   | −4   | −6   | −2   | −1   | 3,0  | 6,0   | 8,0  | −6   |
| Норма осадков, мм             | 165  | 142  | 126  | 90   | 99   | 98   | 89   | 74   | 115  | 134  | 123   | 150  | 1405 |
| Источник: World Climate       |      |      |      |      |      |      |      |      |      |      |       |      |      |

## Население
По данным Бразильского института географии и статистики, население города в 2013 году составило 1,85 млн человек, агломерации — более 3,2 млн. Как и во всей Южной Бразилии, большую часть горожан составляют потомки европейских переселенцев из Австро-Венгрии, Италии, Германии и западных областей Российской империи.
Расовый состав населения:
- белые — 78,9 %
- парду — 16,8 %
- афробразильцы — 2,9 %
- азиаты — 1,4 %

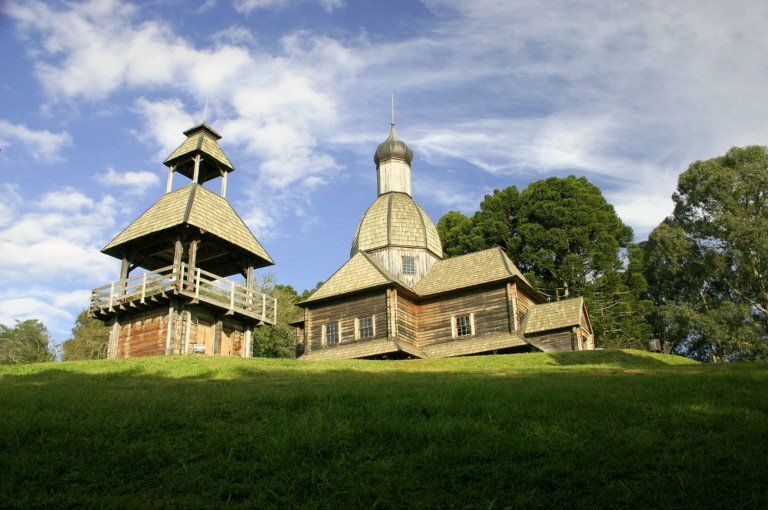
Украинский мемориал в стиле «Украинская церковь в Куритибе»

Кроме потомков немцев, поляков (до 300 тыс.чел. — третья по величине польская община в мире после Чикаго и Нью-Йорка) и итальянцев, составляющих большинство населения, в Куритибе имеются крупные японская (третья в стране) и еврейская общины. В последние годы быстро растёт число выходцев из арабских стран, преимущественно беженцев-христиан.
Куритиба исторически являлась центром украинской общины Бразилии, в городе проживает около 50 000 бразильцев украинского происхождения (1/4 от общего числа в стране). Немногие из них владеют украинским языком на уровне большем, чем чтение молитв, но традиции, религия, кухня и праздники предков по-прежнему пользуются популярностью.
Уровень преступности довольно низок по сравнению с другими крупными городами Бразилии, что в целом типично для городов юга страны.

## Экономика
Куритиба является главным экономическим центром Южной Бразилии, обладая мощной, диверсифицированной экономикой. Город неоднократно занимал верхние строчки в различных рейтингах как латиноамериканских, так и мировых городов по привлекательности для инвестирования и лёгкости открытия/ведения бизнеса.

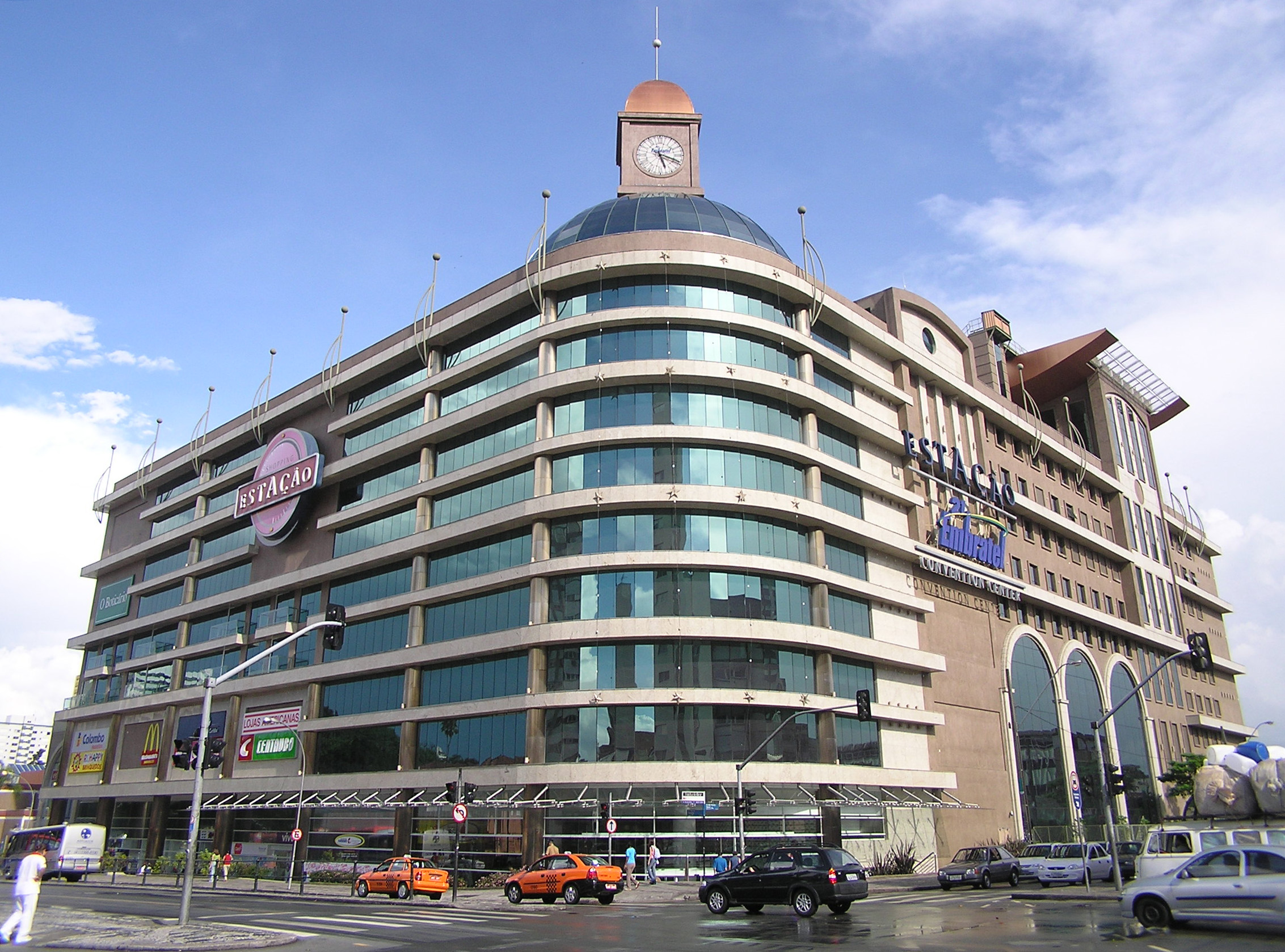
Торгово-развлекательный центр Estação

В рейтинге глобальных городов GaWC она признана Гамма-городом, стоя в одном ряду с Солт-Лейк-Сити, Гаагой или Дакаром.
Главными отраслями городской экономики являются:
- машиностроение;
- производство электроники;
- пищевая промышленность;
- лёгкая промышленность;
- деревообработка;
- банковское дело;
- розничная торговля;
- туризм (более 2 млн туристов в год).

Особенно развита в городе автомобильная промышленность, Куритиба занимает второе место в Латинской Америке по производству автомобилей.

## Транспорт

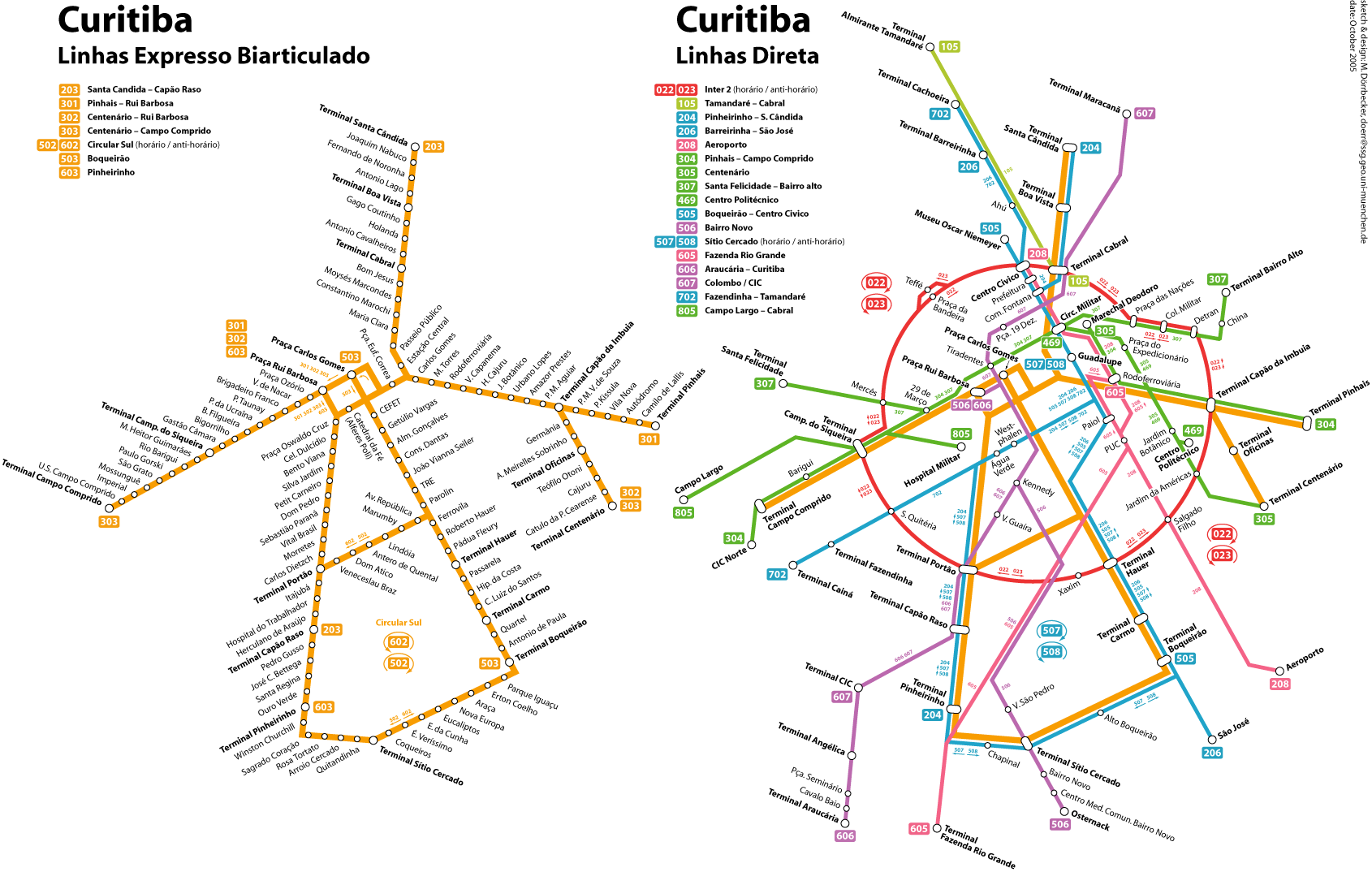
Схема движения городских автобусов и автобусов-экспрессов

Куритибу обслуживает Международный аэропорт имени Афонсу Пена (IATA: CWB, ICAO: SBCT) с пассажирооборотом 6,8 млн человек в год (2012). Регулярные пассажирские авиарейсы выполняются во все основные города Бразилии, а также в Монтевидео, Буэнос-Айрес и Майами.
Через город проходят федеральные шоссе BR-116 (Форталеза — Порту-Алегри) и BR-277 (Паранагуа — Фос-ду-Игуасу). Две имеющиеся ветки железной дороги используются только для грузоперевозок.
Куритиба славится как город, впервые в мире организовавший систему скоростного автобусного транспорта — Rede Integrada de Transporte (RIT)), отличающуюся высокой экономической эффективностью и удобством пользования, а также
целостным подходом к градостроению.

## Вузы
Федеральный университет (порт. Universidade Federal do Paraná), Позитивный университет (порт. Universidade Positivo), Папский католический университет (порт. Pontifícia Universidade Católica do Paraná).

## Культура
В городе расположен Музей Оскара Нимейера.

### Спорт
Стадион «Коту Перейра» (порт. Couto Pereira).

## Галерея

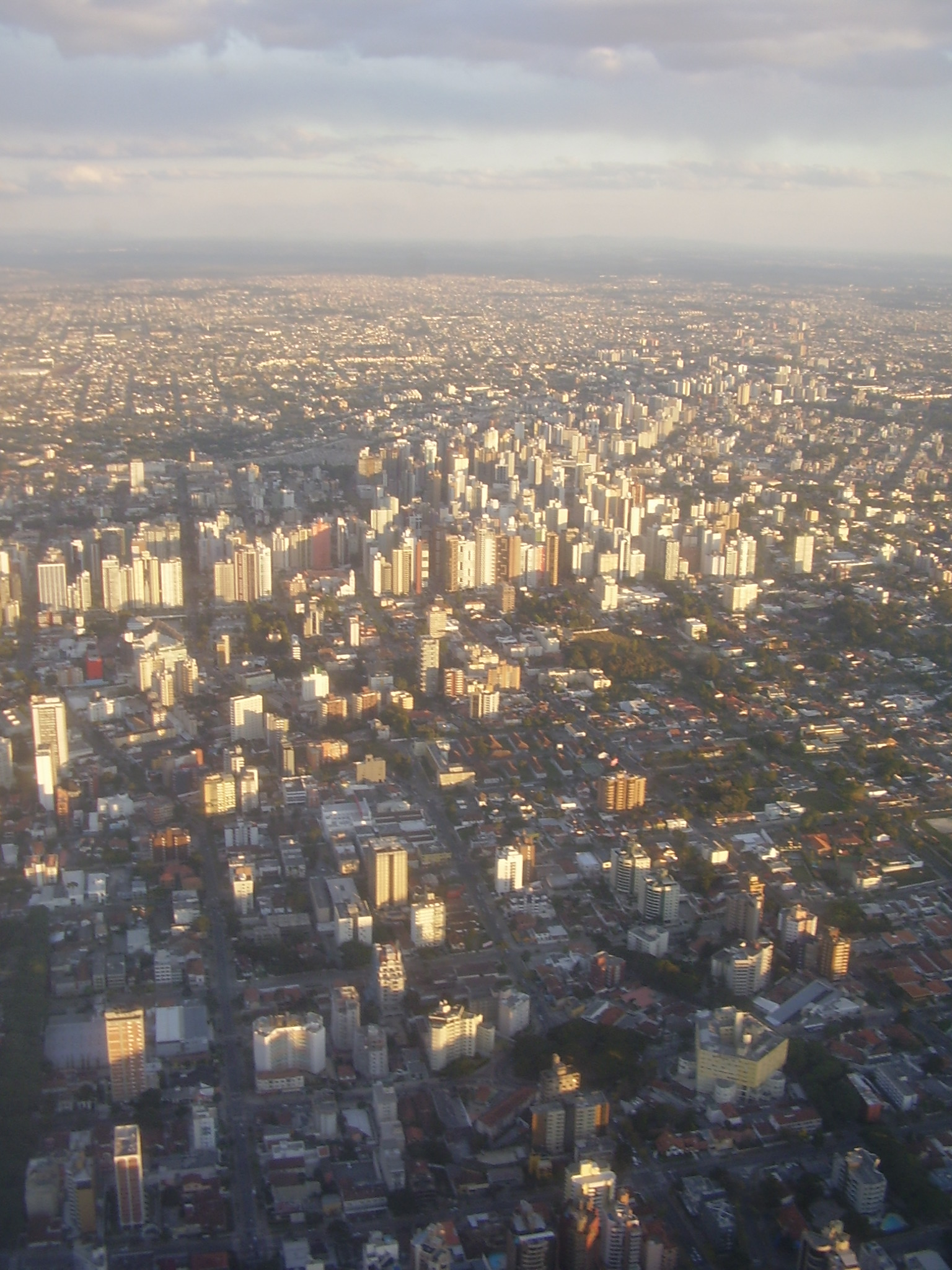
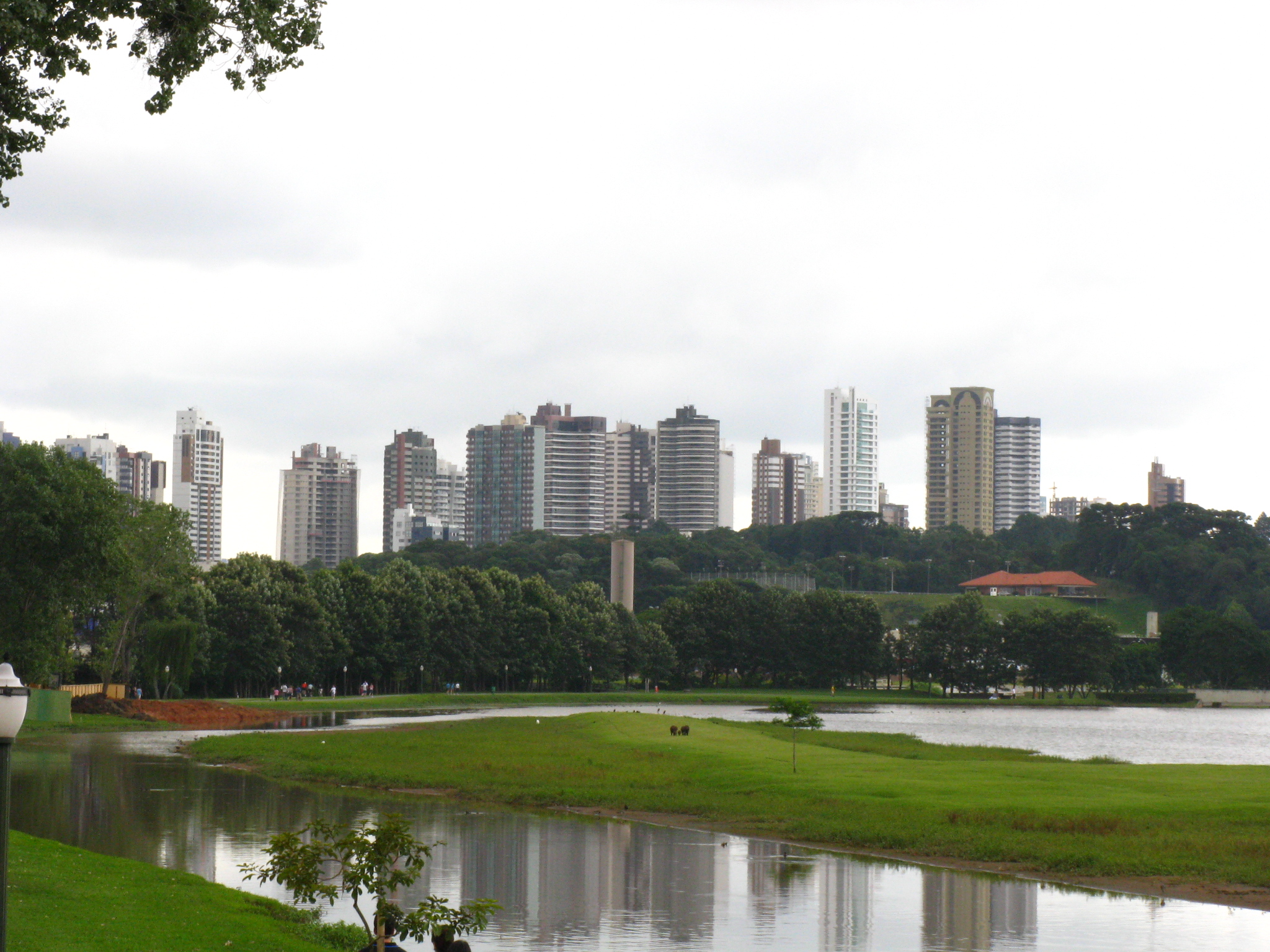
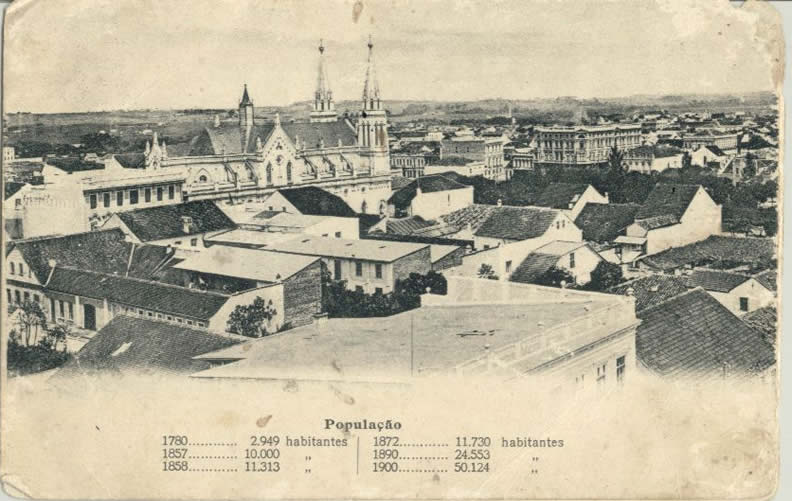
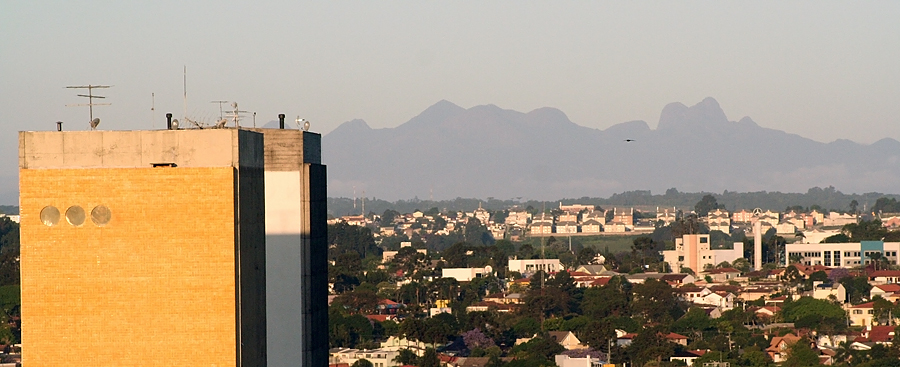
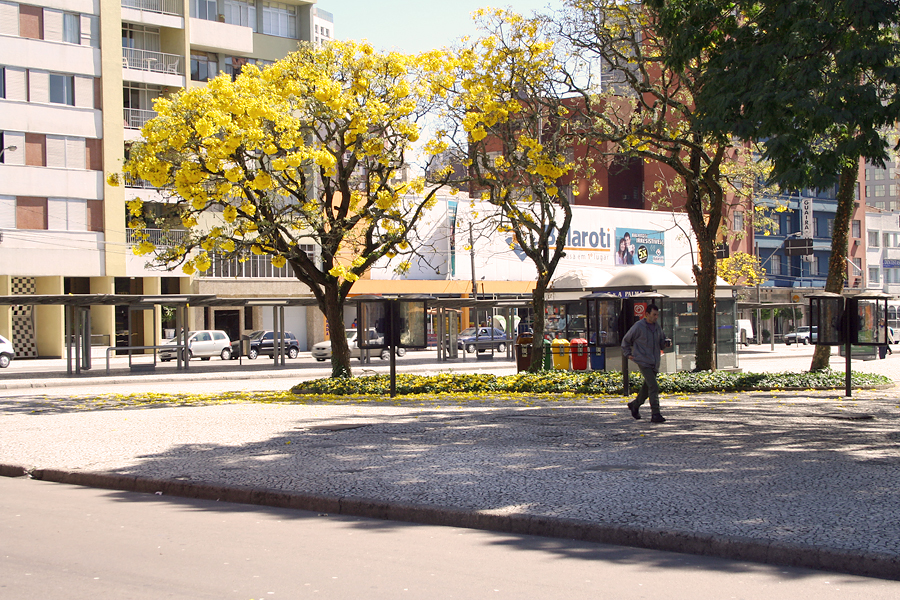
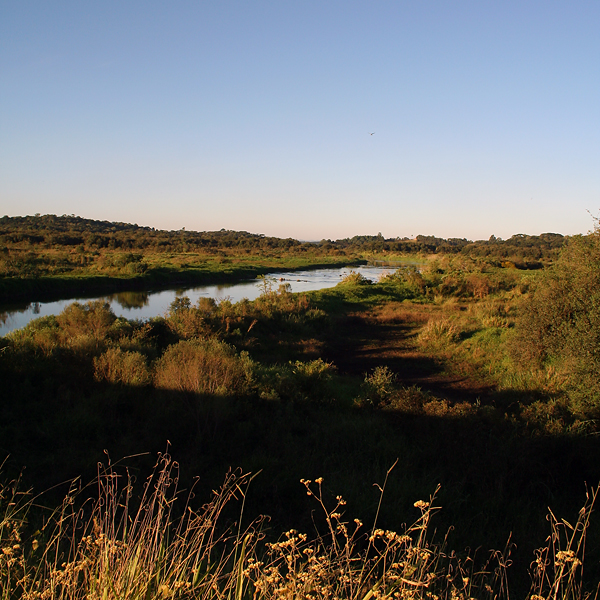
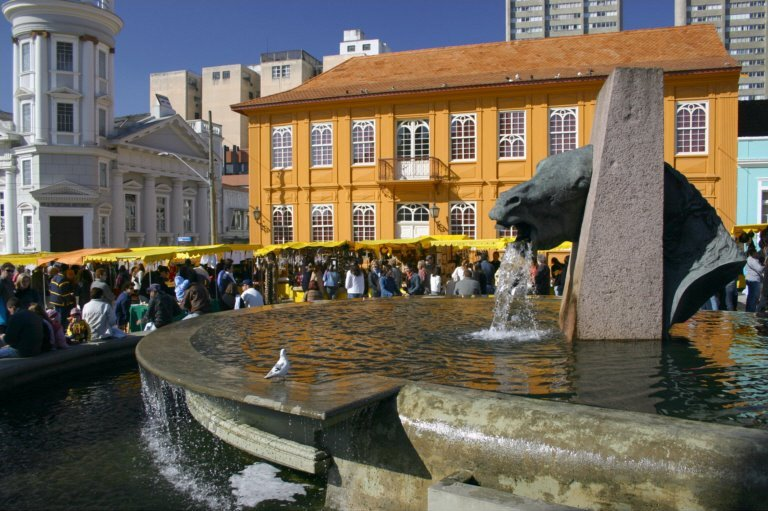
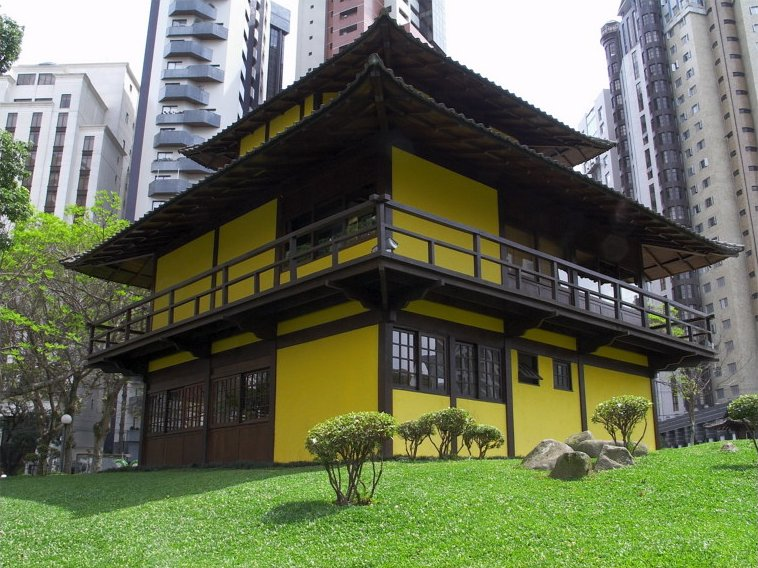
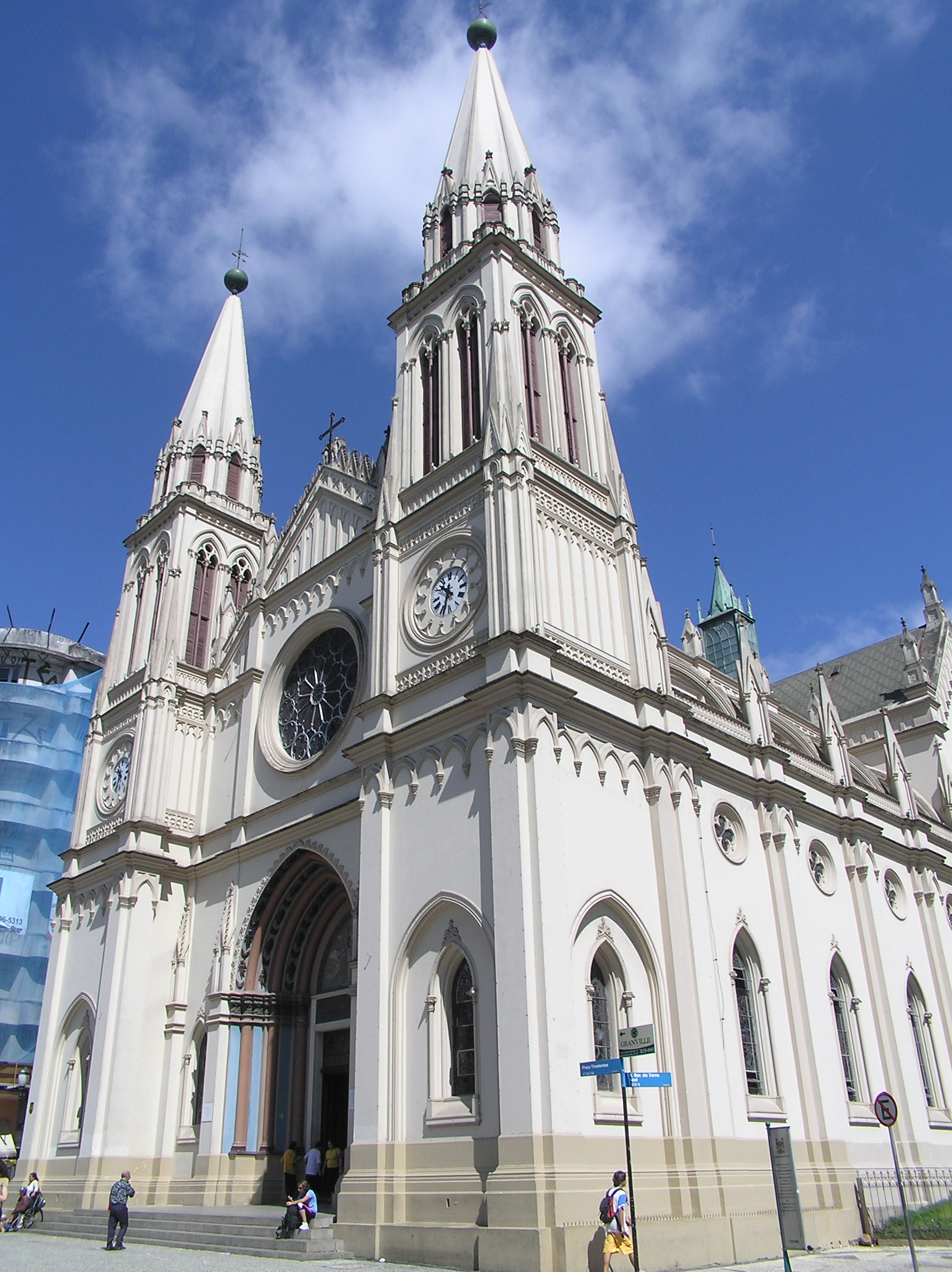
Собор
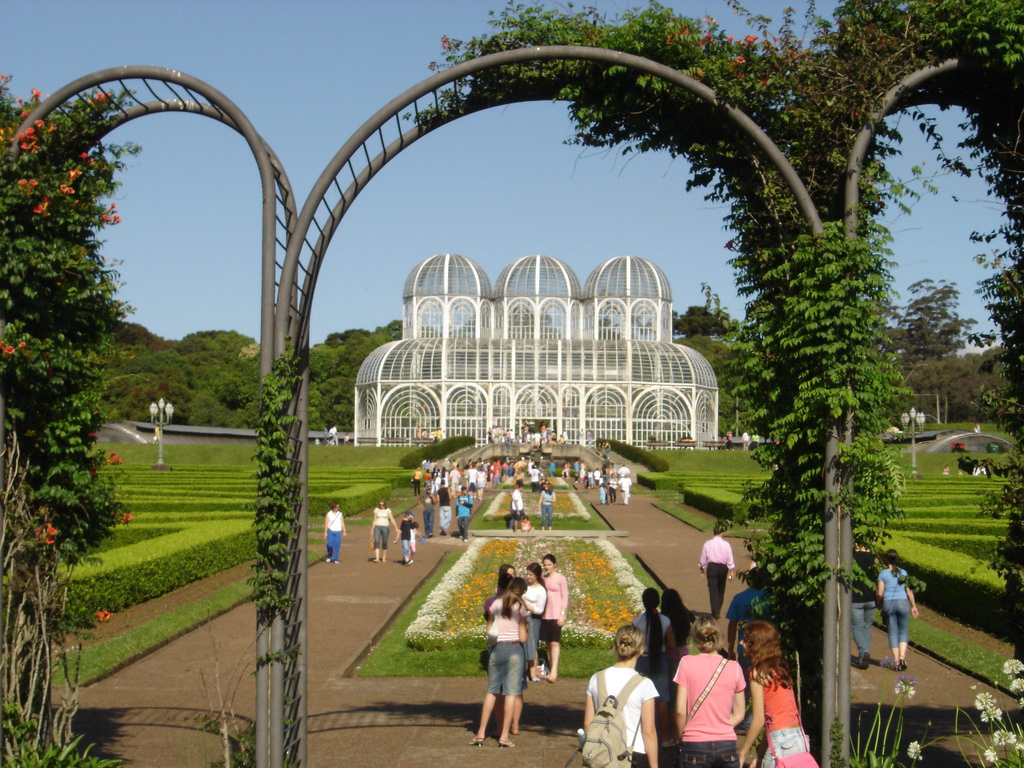
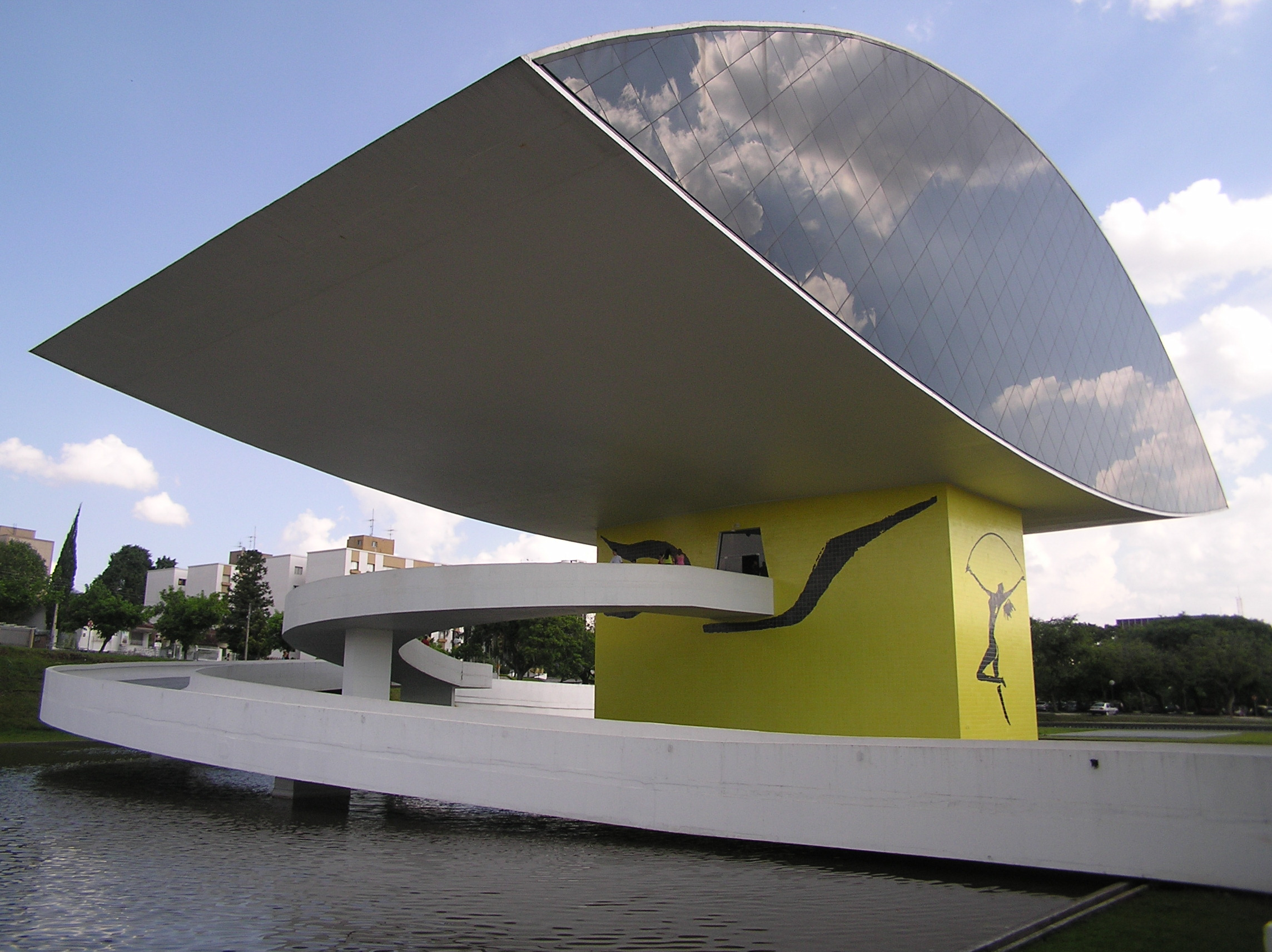
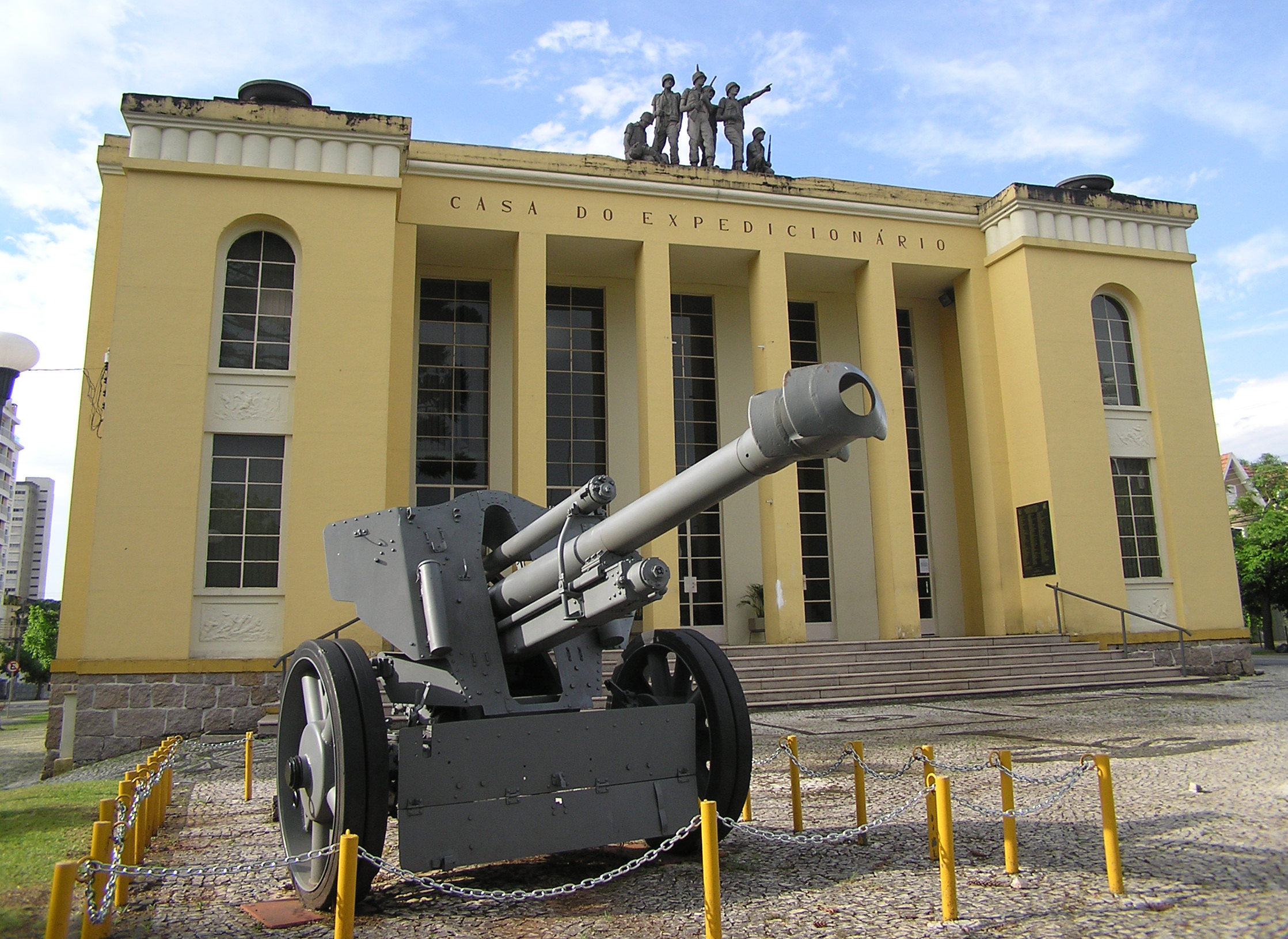
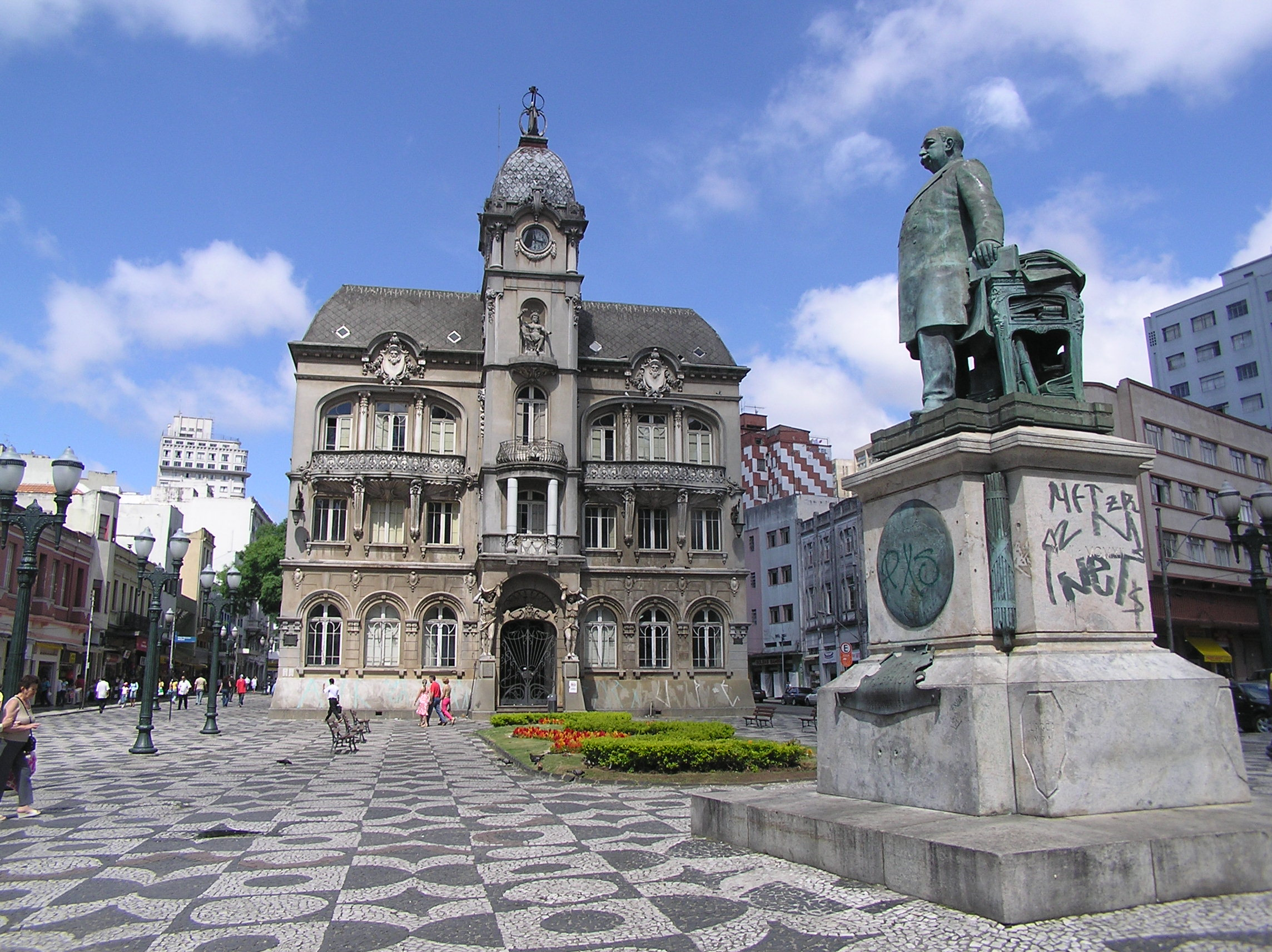
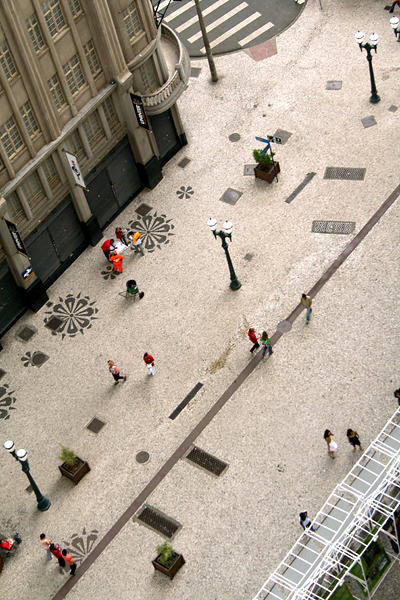
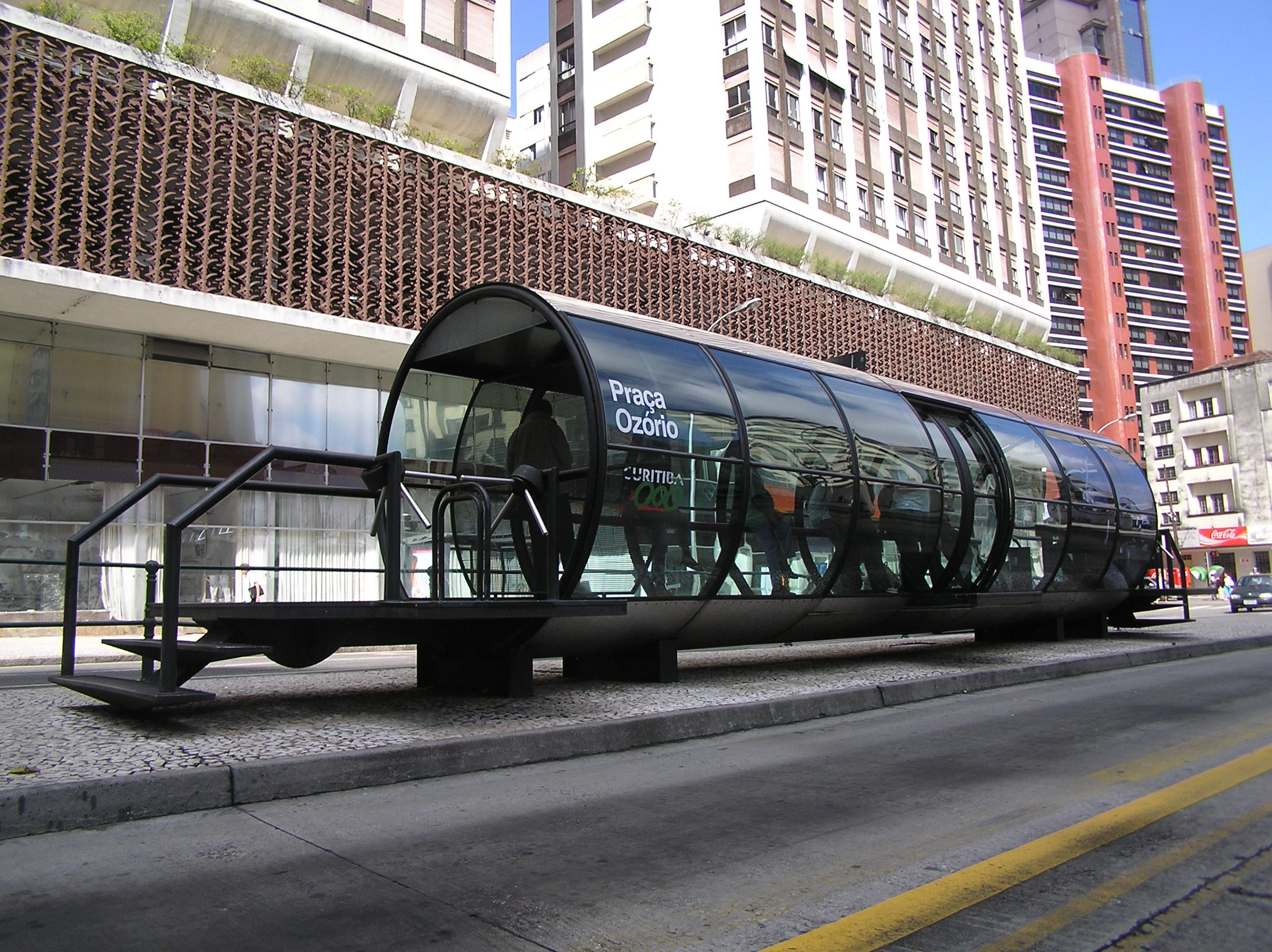
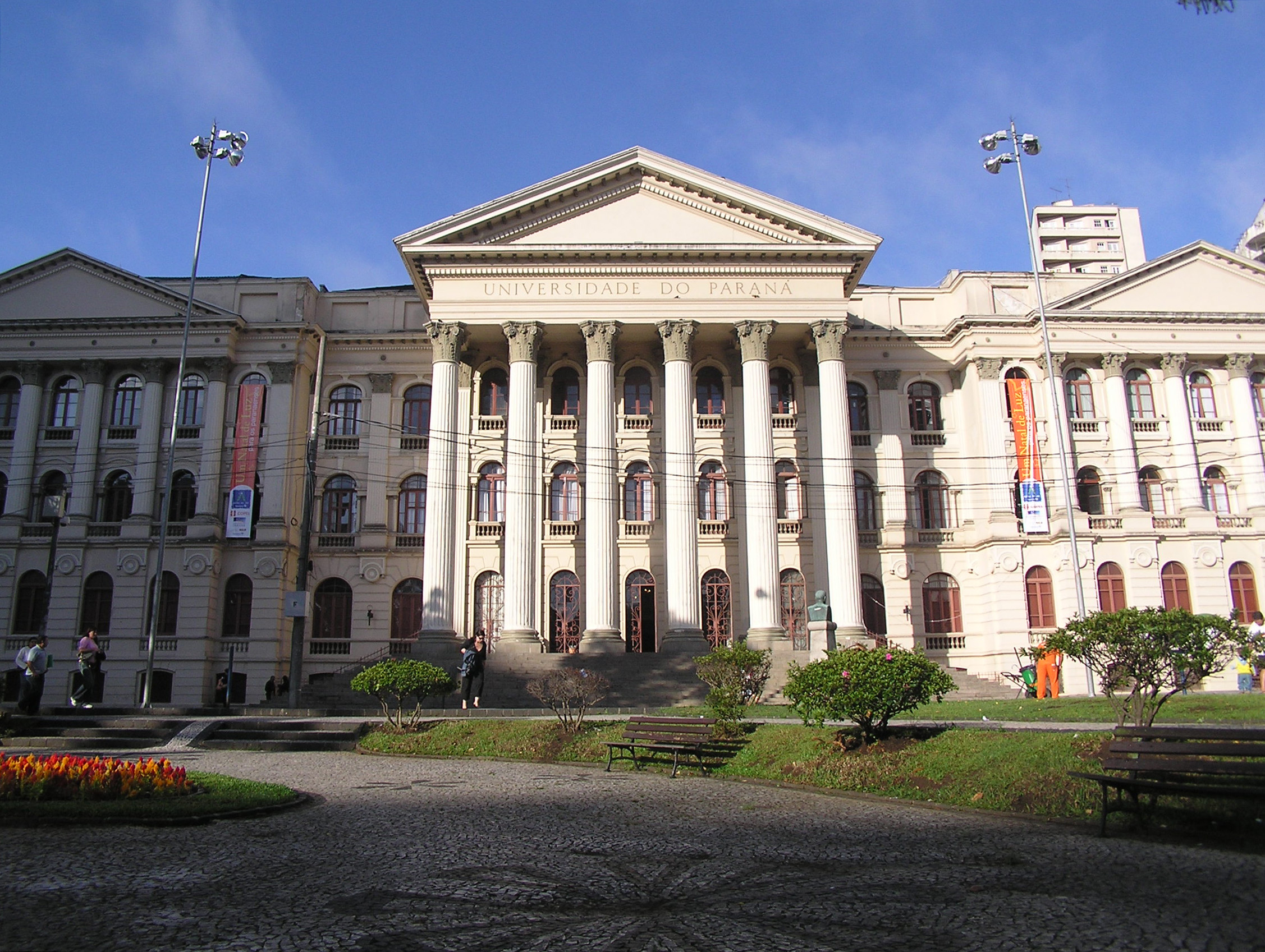

## Персоналии
- Французский архитектор-градостроитель Альфред Агаш проектировал архитектуру города.
- Жил и умер Гюнтер Тесман (1884—1969), немецкий и бразильский учёный, ботаник, этнолог, лингвист.